# 本橋麻里
本橋 麻里（もとはし まり、1986年6月10日 - ）は、北海道北見市（旧常呂郡常呂町）出身のカーリング選手。マリリンの愛称で知られる。トリノオリンピック、バンクーバーオリンピック日本代表、平昌オリンピック銅メダリスト。一般社団法人ロコ・ソラーレ代表理事、GM。マネジメント契約先はスポーツビズ。
現在は選手活動を休止。

## 来歴
- 12歳の時に、常呂カーリング協会初代会長・小栗祐治に誘われてカーリングを始める。

2000年
- 3月、第13回常呂町ジュニアカーリング選手権大会優勝。

2002年
- 1月、第10回日本ジュニアカーリング選手権大会優勝。（「マリリンズ」所属・スキップ）。
- 3月、第15回世界ジュニアカーリング選手権に出場（スキップ）。最終順位は10位（最下位）。しかし本橋個人はリンク上、またリンクを離れた場所におけるスポーツマンシップの奨励を目的とした「スポーツマンシップアワード」を受賞[3]（出場選手から構成される委員会における投票により、男女各1名が選出される）。

2003年
- 「河西建設女子」にリザーブとして加入。
- 11月、第13回パシフィックカーリング選手権大会優勝。

2004年
- 2月、第21回日本カーリング選手権に出場。最終順位は3位。
- 4月、第26回世界カーリング女子選手権大会に出場。最終順位は7位。

2005年
- 2月、「青森県協会（=「チーム青森」）」から負傷によりチームを一時離脱した目黒萌絵に代わり、第22回日本カーリング選手権出場。最終順位は2位。
- 3月、引き続きチーム青森に帯同して第27回世界女子カーリング選手権出場。最終順位は9位。この結果、2006年トリノ五輪カーリング競技における日本女子チームの出場権（同選手権における過去3年間の国別ポイントの累積によって決定される。この場合は03～05年の累積。）を獲得。
- 4月、青森明の星短期大学に入学。それに伴い「チーム青森」に正式加入。
- 社団法人日本カーリング協会(JCA)の強化指定選手に選出される。
- 11月23日、トリノオリンピック女子カーリング日本代表決定戦に出場。第1戦目で「チーム長野」に勝利し、同五輪カーリング競技日本代表権を獲得。

2006年
- 2月、トリノ冬季オリンピックカーリング競技女子の部に出場（セカンド）。7位入賞。
- 3月、第23回日本カーリング選手権優勝。同選手権終了後、「チーム青森」から小野寺歩（スキップ）、林弓枝（サード）の両名が離脱（公式な声明の発表は同年5月17日）[4]。
- 5月19日、主力メンバー（小野寺、林）の離脱に伴う「チーム青森」の戦力低下を考慮した日本カーリング協会が、協議により「チーム青森」、「チーム長野」の両者による2007年世界女子カーリング選手権大会日本代表チーム選考会の開催を決定。[5]
- 5月31日、「GALLOP」（長野県カーリング協会）の山浦麻葉が「チーム青森」に加入。ポジション編成の刷新が行われた同チームにおいてサードに就任。
- 11月、第16回パシフィックカーリング選手権出場。最終順位は3位。
- 12月17日、2007年世界女子カーリング選手権大会日本代表チーム選考会出場。「全5戦中3勝したチームが代表権を得る」という条件の下、3勝2敗で代表権を獲得。

2007年
- 1月、2007年冬季ユニバーシアードトリノ大会カーリング競技出場。最終順位は3位[6]。
- 1～2月、軽井沢国際カーリング選手権大会2007出場。最終順位は3位[7]。
- 2月、第24回日本カーリング選手権優勝。
- 3月、青森明の星短期大学卒業[8]。
- 3月、第29回世界女子カーリング選手権大会出場。最終順位は8位（タイ）[9]。
- 4月、八甲田ホテル（青森市）入社
- 6月、同社を退社。
- 7月、NTTラーニングシステムズ株式会社と所属契約を締結[10]（2010年6月までの3年契約）。
- 「チーム青森」リーダーに就任[11]。但し、第29回世界女子カーリング選手権終了までは寺田桜子が主将、目黒萌絵がスキップをそれぞれ務めている。また、チームにおけるリーダーの定義・役割は明らかにされていない。
- 11月、第17回パシフィックカーリング選手権出場。最終順位は2位。 なお予選リーグ終了時の成績が中国チームと同一であったため、両チーム各4人がストーンを投げ、ハウスの中心までの距離を合計した結果を競う「チームドロー」が行われた[12]。その結果、予選リーグ2位となった日本チーム（=「チーム青森」）は、大会ルールにより[13]同3位の韓国チームと世界選手権出場チーム決定戦を行い、これに勝利。日本女子チームの第30回世界女子カーリング選手権（2008年開催）への出場権を獲得した[14]。

2008年
- 2月、第25回日本カーリング選手権優勝。同年3月に開催される第30回世界女子カーリング選手権の日本代表権を獲得した[15]。
- 2月、軽井沢国際カーリング選手権大会2008準優勝[16]。
- 3月、第30回世界女子カーリング選手権出場。最終順位は4位[17]。
- 4月、アドミッションズ・オフィス入試により日本体育大学体育学部に入学[18]。

2010年
- 2月、バンクーバー冬季オリンピックカーリング競技女子の部に出場（セカンド）。8位入賞。
- 3月、第32回世界女子カーリング選手権出場。サードスキップを目黒、フォースを本橋が務めることもあった。最終順位は11位。
- 5月1日、札幌市で行われたイベントで、2014年ソチ冬季オリンピックに向け現役継続を示唆した。
- 6月10日、自身の24歳の誕生日に所属のNTTラーニングシステムズと2年間の契約更新を発表し、2014年のソチオリンピックを目指す意思があることを明らかにした[19]。
- 8月16日、記者会見にてチーム青森からの脱退を発表した。同時に新チーム『ロコ・ソラーレ（太陽の常呂っ子を意味する造語）』を結成すること明らかにした[20][注 1][21]。チームは常呂町を拠点とし、メンバーにはいずれも常呂町のカーリングチームである「ECOE」の馬渕恵と江田茜、「ROBINS」の吉田夕梨花と鈴木夕湖の4人が参加する。

2013年
- 9月、どうぎんカーリングスタジアムで行われた全農カーリングソチ五輪世界最終予選日本代表決定戦の予選リーグで3勝3敗、タイブレークとなった中部電力との試合で2-10と敗れて[22]、4チーム中3位となり、3大会連続のオリンピック出場を逃した[23]。

2017年
- 9月、アドヴィックス常呂カーリングホールで行われた平昌オリンピック日本代表決定戦で中部電力を3勝1敗で降し、3度目のオリンピック代表権を獲得。

2018年
- 2月、平昌オリンピックではチームキャプテン・リザーブとしてチームを支え、予選を4位で突破した。準決勝では大韓民国に敗れたが、イギリスとの3位決定戦を制し、オリンピックで日本のカーリング史上初、また冬季五輪史上初のママさんメダリストとなる銅メダルを獲得した[24]。
- 6月、選手としては休養し、チーム運営に専念することを発表する[25]。
- 9月、一般社団法人「ロコ・ソラーレ」を設立[26]。
- ロコ・ステラ結成、コーチに就任。

2019年
- 5月、「まち・ひと・しごと創生会議」（議長・安倍晋三)の委員に就任[27]。

2020年
- 12月、北海道選手権でロコ・ステラ（大会規定上使用できない場合は「LS北見」）にスキップとして競技者復帰[28]。

2024年
- 8月19日、選手活動を休止することを発表した[29]。

## 主な成績
| 大会                     | 大会                     | 01–02 | 02–03 | 03–04 | 04–05 | 05–06 | 06–07 | 07–08 | 08–09 | 09–10 | 10–11 | 11–12 | 12–13 | 13–14 | 14–15 | 15–16 | 16–17 | 17–18 | 18–19 | 19–20 | 20–21 | 21–22 | 22–23 |
| 4人制                    | 4人制                    | 4人制 | 4人制 | 4人制 | 4人制 | 4人制 | 4人制 | 4人制 | 4人制 | 4人制 | 4人制 | 4人制 | 4人制 | 4人制 | 4人制 | 4人制 | 4人制 | 4人制 | 4人制 | 4人制 | 4人制 | 4人制 | 4人制 |
| ------------------------ | ------------------------ | ----- | ----- | ----- | ----- | ----- | ----- | ----- | ----- | ----- | ----- | ----- | ----- | ----- | ----- | ----- | ----- | ----- | ----- | ----- | ----- | ----- | ----- |
| 冬季オリンピック         | 冬季オリンピック         |       |       |       |       | 7     |       |       |       | 8     |       |       |       |       |       |       |       | 3     |       |       |       |       |       |
| 世界選手権               | 世界選手権               |       |       | 7     | 9     |       | 8     | 4     |       | 11    |       |       |       |       |       | 2     |       |       |       |       |       |       |       |
| 世界ジュニア選手権       | 世界ジュニア選手権       | 10    |       |       |       |       |       |       |       |       |       |       |       |       |       |       |       |       |       |       |       |       |       |
| パシフィックアジア選手権 | パシフィックアジア選手権 |       |       | 1     | 1     |       | 3     | 2     | 3     | 2     |       |       |       |       |       |       | 3     | 2     |       |       |       |       |       |
| 冬季ユニバーシアード     | 冬季ユニバーシアード     |       |       |       |       |       | 3     |       |       |       |       |       |       |       |       |       |       |       |       |       |       |       |       |
| アジア冬季大会           | アジア冬季大会           |       |       |       |       |       |       |       |       |       |       |       |       |       |       |       | 3     |       |       |       |       |       |       |
| 日本選手権               | 日本選手権               |       |       | 3     | 2     | 1     | 1     | 1     | 1     | 1     | 3     | 2     | 4     | 3     | 2     | 1     | 2     |       |       |       |       |       | 6     |
| 日本ジュニア選手権       | 日本ジュニア選手権       | 1     | 2     |       |       |       |       |       |       |       |       |       |       |       |       |       |       |       |       |       |       |       |       |
| 北海道選手権             | 北海道選手権             |       |       |       |       |       |       |       |       |       | 1     | 2     | 2     | 1     | 1     |       |       |       |       |       | 2     | 3     | 2     |

### マリリンズ
2001年
- 第9回北海道ジュニアカーリング選手権：3位（マリリンズ）

### マリリンズ/河西建設女子
2002年
- 第10回日本ジュニアカーリング選手権：優勝（マリリンズ）
- 第19回日本カーリング選手権：2位
- 第15回世界ジュニアカーリング選手権：10位

2003年
- 第11回日本ジュニアカーリング選手権 ：2位（マリリンズ）
- 第22回北海道カーリング選手権大会 ：優勝（河西建設女子）
- 第13回パシフィックカーリング選手権：優勝

### 河西建設女子
2004年
- 第21回日本カーリング選手権（女子の部）：3位（河西建設女子）
- 第26回世界女子カーリング選手権大会：7位
- 第14回パシフィックカーリング選手権：優勝

### 青森県協会～チーム青森
2005年
- 第22回日本カーリング選手権（女子の部）：2位（青森県協会）
- 第27回世界女子カーリング選手権大会：9位

2006年
- 2006年トリノ冬季オリンピック：7位
- 第23回日本カーリング選手権・優勝（チーム青森）
- 第16回パシフィックカーリング選手権：3位

2007年
- 2007年冬季ユニバーシアードトリノ大会：3位
- 軽井沢国際カーリング競技大会：3位
- 第24回日本カーリング選手権（女子の部）：優勝（チーム青森）
- 第29回世界女子カーリング選手権：8位（タイ）
- 第17回パシフィックカーリング選手権： 2位

2008年
- 軽井沢国際カーリング選手権大会2008： 準優勝
- 第25回日本カーリング選手権： 優勝 （チーム青森）
- 第30回世界女子カーリング選手権： 4位
- 第18回パシフィックカーリング選手権： 3位

2009年
- 軽井沢国際カーリング選手権大会2009： 3位
- 第26回日本カーリング選手権： 優勝 （チーム青森）

2010年
- 2010年バンクーバー冬季オリンピック：8位
- 第27回日本カーリング選手権： 優勝 （チーム青森）
- 第32回世界女子カーリング選手権： 11位

### LS北見
2011年
- 第28回日本カーリング選手権： 3位 （LS北見）

2012年
- 第29回日本カーリング選手権： 準優勝 （LS北見）

2013年
- 第30回日本カーリング選手権： 4位 （LS北見）

2014年
- 第31回日本カーリング選手権： 3位 （LS北見）

2015年
- 第32回日本カーリング選手権： 準優勝 （LS北見）

2016年
- 第33回日本カーリング選手権： 優勝 （LS北見）
- 2016年世界女子カーリング選手権大会： 準優勝 （日本代表）

2017年
- 第34回日本カーリング選手権： 準優勝 （LS北見）
- 第23回オリンピック冬季競技大会（2018/平昌）女子カーリング　日本代表決定戦： 優勝 （LS北見）

2023年
- 第40回日本カーリング選手権： 6位 （LS北見）

## 特筆
- 競技経験約1年で参戦した第13回常呂町ジュニアカーリング選手権大会において、（本橋の所属チームもまた日本ジュニア代表となり得る選手を中心とした構成ではあったが）当時の日本ジュニア大会出場選手が所属するチームを破って優勝している[30]。
- 19歳（当時）で2006年冬季トリノオリンピックに出場しており、カーリング競技女子に出場した50人中、Liudmila Privivkova（ロシア）、Lene Nielsen（デンマーク）、コートニー・ジョージ（アメリカ）らとともに2番目の年少選手であった。（最年少選手は17歳（当時）のEkaterina Galkina（ロシア）。）

## チーム

### 4人制女子
| シーズン | スキップ   | サード     | セカンド   | リード     | リザーブ   | 主な大会                         |
| -------- | ---------- | ---------- | ---------- | ---------- | ---------- | -------------------------------- |
| 2003-04  | 青田しのぶ | 岡崎ゆかり | 湊谷絵梨子 | 石崎琴美   | 本橋麻里   | PCC 2003, WWCC 2004              |
| 2004-05  | 林弓枝     | 小野寺歩   | 本橋麻里   | 寺田桜子   | 小林愛     | PCC 2004, WWCC 2005              |
| 2005-06  | 小野寺歩   | 林弓枝     | 本橋麻里   | 目黒萌絵   | 寺田桜子   | OG 2006                          |
| 2006-07  | 目黒萌絵   | 本橋麻里   | 山浦麻葉   | 寺田桜子   | 余湖明日香 | PCC 2006, WUG 2007, WWCC 2007    |
| 2007-08  | 目黒萌絵   | 本橋麻里   | 山浦麻葉   | 石崎琴美   | 近江谷杏菜 | PCC 2007, WWCC 2008              |
| 2008-09  | 目黒萌絵   | 本橋麻里   | 山浦麻葉   | 石崎琴美   | 近江谷杏菜 | PCC 2008                         |
| 2009-10  | 目黒萌絵   | 近江谷杏菜 | 本橋麻里   | 石崎琴美   | 山浦麻葉   | PCC 2009, OG 2010, WWCC 2010     |
| 2010-11  | 本橋麻里   | 吉田夕梨花 | 馬渕恵     | 江田茜     | 鈴木夕湖   |                                  |
| 2011–12  | 本橋麻里   | 馬渕恵     | 鈴木夕湖   | 江田茜     | 吉田夕梨花 |                                  |
| 2012–13  | 本橋麻里   | 吉田夕梨花 | 馬渕恵     | 鈴木夕湖   |            |                                  |
| 2013–14  | 本橋麻里   | 吉田夕梨花 | 鈴木夕湖   | 馬渕恵     |            |                                  |
| 2014–15  | 本橋麻里   | 吉田知那美 | 鈴木夕湖   | 吉田夕梨花 | 馬渕恵     |                                  |
| 2015–16  | 藤澤五月   | 吉田知那美 | 鈴木夕湖   | 吉田夕梨花 | 本橋麻里   | WWCC 2016                        |
| 2016–17  | 藤澤五月   | 吉田知那美 | 鈴木夕湖   | 吉田夕梨花 | 本橋麻里   | PACC 2016                        |
| 2016–17  | 藤澤五月   | 本橋麻里   | 吉田知那美 | 吉田夕梨花 | 鈴木夕湖   | AWG 2017                         |
| 2017–18  | 藤澤五月   | 吉田知那美 | 本橋麻里   | 吉田夕梨花 | 鈴木夕湖   | PACC 2017                        |
| 2017–18  | 藤澤五月   | 吉田知那美 | 鈴木夕湖   | 吉田夕梨花 | 本橋麻里   | OG 2018                          |
| 2021-22  | 本橋麻里   | 松澤弥子   | 林未来     | 青木愛優凪 |            | 第41回北海道カーリング選手権大会 |
| 2022-23  | 佐々木穂香 | 本橋麻里   | 林未来     | 青木愛優凪 | 斉藤茉由美 | 北海道カーリングツアー           |
| 2022-23  | 佐々木穂香 | 本橋麻里   | 林未来     | 斉藤茉由美 | 松澤弥子   | JCC2023                          |

## 私生活
- 2012年5月3日、カーリング関係者ではない北海道出身の男性と結婚[41]。
- 2015年10月19日、第1子男児を出産[42]。
- 2019年7月、第2子妊娠をブログで報告。2020年1月2日、男児を出産[43]。

## 出演

### テレビ番組
- とんねるずのみなさんのおかげでした - 新・食わず嫌い王決定戦（フジテレビ 2010年5月6日放送）
- 秘密のケンミンSHOW（読売テレビ 2010年6月17日放送）
- 関口宏の東京フレンドパークII（TBS 2010年8月30日放送 千葉真子、四元奈生美、上野由岐子らと共に出演）
- SMAP×SMAP - スマスマカーリング（関西テレビ・フジテレビ 2010年9月6日放送）

### CM
- 全国農業協同組合連合会（全農） - がんばれ!ニッポン!オリンピック日本代表美味しく応援キャンペーン（2010年）
- SUNTORY - BOSS贅沢微糖（伊藤淳史と共演で）（2010年）
- 北海道知事選挙・北海道議会議員選挙告知（2019年）